# Rodney Nuckey
Rodney Nuckey (Wood Green, Londen, 26 juni 1929 - Manilla, Filipijnen, 29 juni 2000) was een Britse Formule 1-coureur. 
Nuckey nam deel aan de Grand Prix van Duitsland in 1953 en de Grand Prix van Groot-Brittannië in 1954 voor het team van Cooper, maar scoorde in beide races geen punten.